# ジェイムズ・P・ブレイロック
ジェイムズ・P・ブレイロック（James P. Blaylock, 1950年9月20日 - ）は、アメリカ合衆国のファンタジー作家、SF作家。カリフォルニア州ロングビーチで生まれ、カリフォルニア州立大学、チャップマン大学卒業。
友人であるSF作家、ティム・パワーズやK・W・ジーターとともに、フィリップ・K・ディックの薫陶を受ける。
友人のパワーズと共に考えた架空の19世紀の詩人、ウィリアム・アッシュブレス (William Ashbless) についての権威でもある。
1977年、短篇で作家デビュー。

## 著作リスト
- 『ペーパードラゴン』 Paper Dragons(1985) ：世界幻想文学大賞受賞
- 『リバイアサン』 The Digging Leviathan (1984)
- 『ホムンクルス』 Homunculus (1986)：第5回フィリップ・K・ディック賞受賞
- 『夢の国」／『真夏の夜の魔法』 Land of Dreams (1987)
- 『魔法の眼鏡』 The Magic Spectacles (1991)